# Каракьой
 Тази статия е за селото в Гърция.  За квартала на Истанбул вижте Галата (Истанбул).  
Кара̀кьой (на гръцки: Κατάφυτο, Катафито, катаревуса: Κατάφυτον, Катафитон, до 1927 година Καρά Κιόι, Каракьой) е село в Република Гърция, дем Неврокоп, област Източна Македония и Тракия.

## География
Селото е разположено на 760 m надморска височина в котловина между планините Славянка (Орвилос) от север и Черна гора (Мавро Вуно) от юг в историко-географската област Мървашко. Отстои на 16 километра западно от демовия център Зърнево (Като Неврокопи).

## История

### Етимология
Според Йордан Н. Иванов името на селото е производно от турското kara köy, в превод черно село, което е свързано с цвета на местната почва. За произхода на името съществува следната легенда: в продължения на столетия българите не допускали в селото да се заселват турци и всички опити завършвали трагично за турците, заради което те нарекли накрая селото черно. Жителските имена са кара̀кьо̀йченин, кара̀кьо̀йченка, кара̀кьо̀йчене.

### В Османската империя
През XIX век Каракьой е голямо чисто българско село, числящо се към Неврокопската кааза на Серския санджак. Старото име на селото е Манастир, Голям Манастир или Манастирище. Това име се среща в турски документи от XVII и XVIII век.
До западането на железодобивната индустрия в Мървашко в края на XIX век, селото е от най-развитите рударски селища в областта и най-голям доставчик на руда (магнетитов пясък). Голяма част от селото се занимава изключително с промиване на магнетитов пясък. Плавенето (промиването) на рудата става главно през пролетта, есента и зимата, когато има повече вода в промивниците – наречени за̀дми. Задмите са по течението на Каракьойската река. В селото имало 8 самокова и 4 – 5 пехци. Каракьой е и известно кузнарско село, като почти във всяка къща има кузня (железарска работилница). Селото е специализирано в правенето на клинци за подкови и заедно със съседното Ловча снабдява целия Солунски вилает.
След замирането на железодобива в средата на XIX век, жителите на Каракьой се отправят на юг към Света гора и околните планини като въглищари, но през зимата се връщат в Каракьой.
Александър Синве („Les Grecs de l’Empire Ottoman. Etude Statistique et Ethnographique“), който се основава на гръцки данни, в 1878 година пише, че в Каракьой (Karakeuy), Мелнишка епархия, живеят 1000 гърци. В „Етнография на вилаетите Адрианопол, Монастир и Салоника“, издадена в Константинопол в 1878 година и отразяваща статистиката на населението от 1873 година, Манастирджик каракьой (Monastirdjik karakeuī) е посочено като село със 190 домакинства с 650 жители българи. В 1889 година Стефан Веркович (Топографическо-этнографическій очеркъ Македоніи) отбелязва Кара-Кіой (Монастирджикъ) като село със 190 български къщи.
В 1891 година Георги Стрезов пише за селото:
| „ | Кара-кьой, село на Ю. от града 7 часа път. Положено е всред една камениста върла местност, която се образува от клоновете на Черна гора. Най-изобилно растат орехи и лешници по Черна гора. В църквата „Св. Богородица“ четат смесено; прекрасно училищно здание до църквата с един учител и 65 ученика, които се учат гръцки и български. Къщи 300, българе. | “ |

Според статистиката на Васил Кънчов („Македония. Етнография и статистика“) към 1900 година населението на селото брои общо 1400 души, всички българи-християни.
В началото на XX век цялото село е под върховенството на Българската екзархия. По данни на секретаря на екзархията Димитър Мишев („La Macédoine et sa Population Chrétienne“) през 1905 година в Каракьой има 2000 българи екзархисти. Там функционира българско начално училище с 2 учители и 75 ученици.
В рапорт до Иларион Неврокопски от 1909 година пише за селото:
| „ | С. Кара-Кьой... е разположено в полите на Черна гора и Алиботуш. През него минава тесен проход – Просека, за Демир Хисар. Има 294 къщи с 1300 души население. Селяните се занимават със земеделие и скотовъдство. Мнозина от българите отиват да работят в Солунско, Гюмюрджинско, Гевгелийско и пр. Черквата е съградена 1865 г. и се казва „Успение на Пресвета Богородица“. Тя е голямо, хубаво, масивно здание. Вътре е хубаво украсена и има голям двор, в който е и училището. Училището е също хубаво, голямо и старо здание, съградено през 1874 – 5 г... Между селяните има разпри. Едните са клубисти, а другите санданисти. Последните са по-малко, но тероризират другите. Санданистите нападаха хора на клубистите през Коледните празници. И двата са се давали на съд. Черковно-училищните приходи са в безпорядък. Съществува анархия в селско-общинските работи. | “ |

При избухването на Балканската война в 1912 година 33 души от Каракьой са доброволци в Македоно-одринското опълчение. Селото е освободено от части на българската армия.

### В Гърция
През войната селото е освободено от части на българската армия, но след Междусъюзническата война Каракьой попада в Гърция. Според гръцката статистика, през 1913 година в Каракьой (Καρά Κίοϊ) живеят 1153 души.
След Първата световна война голяма част от население на селото се изселва в България – в Неврокоп и района, Кричим, Баня, Разложко и други. На тяхно място се заселват 30 – 40 гръцки колонисти от Мала Азия. От 1915 до 1924 година кмет на селото е Никола Бакъров.
Останалото в селото българско население е подложено на терор и през лятото на 1924 година се случва така наречения Каракьойски инцидент.
| „ | На 24 юли 1924 г. по нареждане на офицера Дуксакис е взривена бомба в центъра на с. Търлис. Никой не пострадва, но два дни по-късно това става повод в с. Каракьой да арестуват 13 души, към които на мястото на „атентата“ са включени още 14. Групата е поведена към с. Горно Броди за дознание. Неясно защо я насочват по черен път и до едно изворче, под предлог за малка почивка, нещастниците се оказват лека мишена под бълващи смърт дула. В настъпилата паника 10-има все пак успяват да избягат, но трима от тях са ранени тежко. Не е възможно този случай да се прикрие. Пред специална комисия от ОН гърците постфактум обвиняват жертвите, че членували във ВМРО (какъв грях!) и подпомагали българските чети. Дуксакис все пак е порицан, дори осъден – 15 дни условно. | “ |

Вследствие на инцидента 1168 души от селото бягат в България и в селото остават само десетина семейства от български произход. На мястото на изселилите се властите заселват гърци бежанци.
Към 1928 година Каракьой е смесено местно-бежанско село със 124 семейства и 408 души бежанци.
Селото пострадва силно и от Гражданската война (1946 - 1949), а от 60-те години започва миграция към големите градове.
Населението произвежда тютюн, картофи, жито и други земеделски продукти, като се занимава и със скотовъдство.
| Име                 | Име                       | Ново име                  | Ново име                    | Описание                                                                   |
| ------------------- | ------------------------- | ------------------------- | --------------------------- | -------------------------------------------------------------------------- |
| Хасаница            | Χασάνιτσα                 | Ксирорема                 | Ξυρόρρεμα                   | река ЮЗ от Каракьой, десен приток на Белица                                |
| Филакион Пресеки    | Φυλάκιον Πρεσέκι          | Филакион Агиас Параскевис | Φυλάκειον ῾Αγίας Παρασκευῆς |                                                                            |
| Друхала             | Ντρόχαλα                  | Петрес                    | Πέτρες                      |                                                                            |
| Рамнака             | Ραμνάκα                   | Исома                     | Ἴσωμα                       | ниви С от Каракьой                                                         |
| Звелица или Свелица | Σβέλιτσα                  | Панорама                  | Πανόραμα                    | връх (1337 m) СЗ от Каракьой                                               |
| Кайнар              | Καϊνάρ                    | Пиги                      | Πηγή                        | местност СИ от Каракьой и С от Търлис и горното течение на Търлиската река |
| Кара Кая            | Καρὰ Καγιὰ                | Маврос Врахос             | Μαῦρος Βράχος               |                                                                            |
| Маняско             | Μανιάσκο                  | Тригоно                   | Τρίγωνον                    |                                                                            |
| Пресеки             | Диавасис Агиас Параскевис | Тригоно                   | Διάβασις Αγίας Παρασκευῆς   | Връх (1202 m) ЮЗ от Каракьой                                               |

| Година    | 1913 | 1920 | 1928 | 1940 | 1951 | 1961 | 1971 | 1981 | 1991 | 2001 | 2011 | 2021 |
| --------- | ---- | ---- | ---- | ---- | ---- | ---- | ---- | ---- | ---- | ---- | ---- | ---- |
| Население | 1153 | 975  | 476  | 983  | 278  | 415  | 300  | 220  | 218  | 165  | 232  | 87   |

## Личности
Родени в Каракьой
- Велик Караджов (1874 – 1949), деец на българската емиграция в Северна Америка[23] свещеник в „Св. св. Кирил и Методий“ в Торонто
- Георги Димитров, български зограф
- Георги Ковачев (1896 – 1923), български политик
- Георги Минев (? – 1942), български духовник
- Димитър Йосифов, български резбар
- Димитър Илиев, български резбар
- Димитър Неделчев, български зограф
- Иван Андонов Левенов (1870 – след 1943), български революционер
- Илия Ангелов, македоно-одрински опълченец, 3 рота на 5 одринска дружина, щаб на 3 бригада[24]
- Илия Атанасов Гомов (1879 - 1931), български революционер и просветен деец
- Илия Йосифов (1878 – 1942), български резбар и строител
- Йосиф Йосифов (1840 – 1910), български революционер и резбар
- Костадин Иванов Левенов (1912 – 1944), български комунистически деец, секретар на ГК на БКП Разлог
- Мина Марков, български зограф
- Михаил Арнаудов, македоно-одрински опълченец, 21-годишен, четата на Георги Каролеев[25]
- Никола Икономов (1876 – ?), български адвокат,[26] в 1907 година влиза с изпит в новооткритото юридическо училище Хукук мектеби в Солун[27]
- Петър Манолев, (1915 – 2013) български летец, полковник, 18 бойни задачи и 8 въздушни боя с американската авиация, три въздушни победи в защитата на София, на 17 април 1944 г. сваля американска четиримоторна летяща крепост Б-17, кавалер на военния орден „За храброст“.
- Серги Георгиев (1820 - 1890), български зограф
- Сотир Илиев Сораджиев (1921 – ?), в 1925 година семейството му емигрира в Абланица, Неврокопско, участник във войната срещу Нацистка Германия, член на БКП от 1945 г., секретар на партийната организация в селото, оперативен сътрудник на МВР в Слащенския район на Неврокопска околия (1945 – 1954), оставя спомени[28]
- Стефан Караджов (1869 – ?), завършил филология в Йена[29]

Свързани с Каракьой
- Димитър Димитров (1908 – 1975), български археолог, академик
- Марко Минов, български зограф
- Милош Яковлев (? – 1892), български зограф
- Мино Яковлев (около 1820 - 1903), български зограф
- Теофил Минов (1860-1911), български зограф